# Carlos Pesina
Carlos Pesina (Chicago, 1968), é um ator de artes marciais estadunidense, recentemente compõe os funcionários da NetherRealm Studios. Reconhecido por interpretar o personagem Raiden nos jogos eletrônicos: Mortal Kombat, Mortal Kombat II e Mortal Kombat Trilogy, é ator de captura de movimento e animação desde de 1995, quando trabalhou pela Midway Games.[carece de fontes?]
Carlos Pesina é irmão mais novo de Daniel Pesina, que também participou dos jogos da série Mortal Kombat, interpretando vários personagens do universo, até que ele e a Midway Games se separaram devido a uma ação judicial.
Em 1994, Carlos Pesina auxiliado pela Data East, fez parte de uma tentativa fracassada de um jogo semelhante ao Mortal Kombat II. Pesina foi punido pela companhia Midway que deixou seu personagem, Raiden, fora de Mortal Kombat 3 e Ultimate Mortal Kombat 3. Apesar do ocorrido, ele continua trabalhando na companhia até os dias atuais, recentemente denominada NetherRealm Studios.[carece de fontes?]
Mokap, personagem introduzido em Mortal Kombat: Deadly Alliance é uma homenagem ao ator, uma forma dos criadores do jogo mostrar a importante de Pesina para a série.[carece de fontes?]

## Trabalhos

### Mortal Kombat
| Ano  | Jogo                           | Personagem     | Voz                              |
| ---- | ------------------------------ | -------------- | -------------------------------- |
| 1992 | Mortal Kombat                  | Raiden         |                                  |
| 1993 | Mortal Kombat II               | Raiden         |                                  |
| 1996 | Mortal Kombat Trilogy          | Raiden         |                                  |
| 2000 | Mortal Kombat: Special Forces  |                | Vozes adicionais                 |
| 2002 | Mortal Kombat: Deadly Alliance | Raiden e Mokap | Vozes adicionais (Não creditado) |
| 2004 | Mortal Kombat: Deception       |                | Bo' Rai Cho                      |
| 2005 | Mortal Kombat: Shaolin Monks   |                | Vozes adicionais                 |
| 2006 | Mortal Kombat: Armageddon      |                | Bo' Rai Cho e Vozes adicionais   |
| 2007 | Press Start                    | Lei Gong       |                                  |